# West Ham (Londres)
West Ham es un área urbana en el este de Londres, ubicada a 9,8 km al este de Charing Cross, en el oeste del moderno distrito londinense de Newham, Inglaterra Reino Unido. En el oeste se puede apreciar un barrio posindustrial situado en las cercanías del Parque Olímpico Reina Isabel. El este es en su mayoría residencial y consta de viviendas adosadas de estilo victoriano intercaladas con más viviendas sociales de la posguerra. El área ha sido una de las más pobres del país. Como parte del nuevo tratado de comunidades programa, y con la ayuda de Plaistow, se ha tornado en una zona de regeneración gubernamental. El lugar le otorga el nombre al West Ham United Football Club y a la West Ham Church School.

## Historia

### Toponimia
Un asentamiento en la zona llamado Ham se registró por primera vez como Hamme en una carta anglosajóna de 958 y luego en el 1086 Libro Domesday  como Hamme. El primer uso registrado de West Ham, a diferencia de East Ham, es en 1186 como Westhamma. Se forma a partir inglés antiguo 'hamm' y significa 'un lugar seco de la tierra entre los ríos o pantanos', en referencia a la ubicación del asentamiento dentro de los límites formados por los ríos Lea, Thames y Roding y sus pantanos.

### Gobierno local
West Ham formó una gran parroquia antigua de alrededor de 4.500 hectáreas ( 18 km²) en el Becontree Hundred de Essex. La parroquia fue dividida en tres distritos: Church-street, Stratford-Langthorne, y Plaistow. El pueblo de West Ham corresponde al distrito de Church-street. La parroquia también incluye la aldea Upton Park. Tras la apertura de la estación de Stratford, la primera estación de ferrocarril en la zona en 1839, la importancia de la actividad se trasladó hacia el norte de Stratford con una rápida expansión, con lo cual el asentamiento original disminuyó en importancia. En 1840 la parroquia fue incluida en Metropolitan Police District y poco después la zona urbanizada de Londres ya había alcanzado a West Ham. La parroquia no formó parte de la zona metropolitana de derecho público establecida en 1855 o el condado de Londres establecido en 1889. En lugar de ello, se llevó a cabo en el área una reforma administrativa de la misma manera que en una pueblo perteneciente a la provincia. Una junta local se formó en 1856 bajo la Ley de Salud Pública de 1848 para posteriormente en 1886 incorporar a la parroquia como una ciudad municipal. En 1889 la ciudad era lo suficientemente grande en términos de población para convertirse en una ciudad del condado y estaba fuera de la zona de responsabilidad de consejo del condado de Essex. En el momento del censo de 1901 fue el noveno distrito más poblado de Inglaterra, con una población de 267.308. La primera ciudad del condado se fusionó con la vecina ciudad del condado de East Ham para formar el nuevo distrito londinense de Newham el 1 de abril de 1965.

## Geografía y transporte
West Ham se encuentra a 6.1 millas al este de Charing Cross. La Estación de West Ham en Manor Road es utilizada por el metro de Londres Jubilee, Hammersmith, así como líneas locales y distritales, además del servicio de la Ferroviaria Nacional c2c y, desde 2010, el Metro Ligero Docklands. Las estaciones Plaistow y Stratford están también cerca. Posindustrial land y una red de canales separan West Ham de Bromley-by-Bow. Al norte y al este el área se divide en Stratford y Plaistow, con Canning Town al sur.

## Asociaciones deportivas

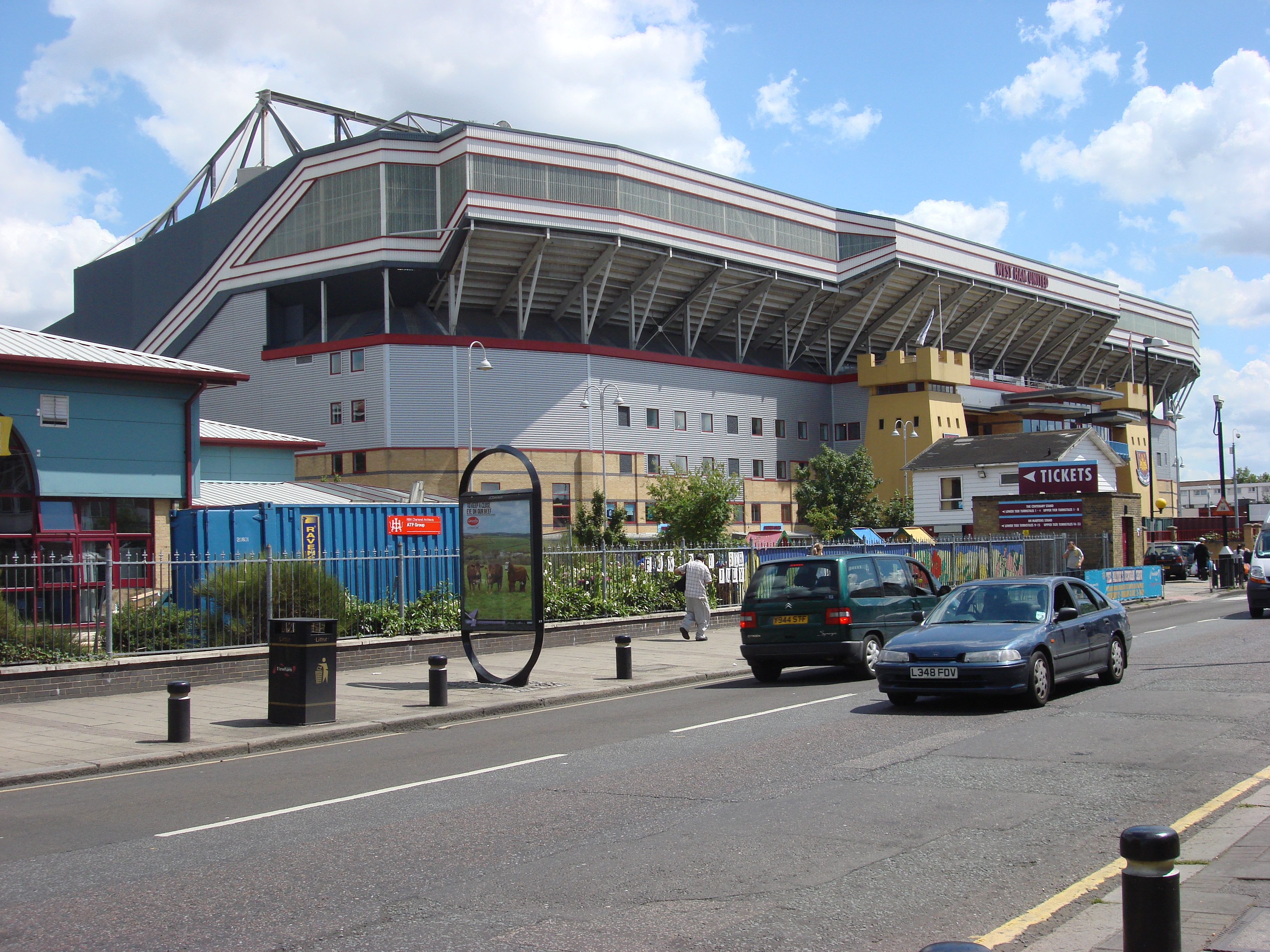
Tribuna del Dr. Marten del West Ham United, Boleyn Ground, Upton Park, Londres, tomada desde Green Street.

El equipo de fútbol West Ham United F.C. debe su nombre a la zona. Sus apodos, the Irons y the Hammers se derivan de su asociación con las Thames Ironworks and Shipbuilding Company, cuyos trabajadores formaron Thames Ironworks F.C. West Ham United F.C. han jugado en el Boleyn Ground en los alrededores Upton Park desde 1904. El West Ham Stadium, usado para fútbol, greyhound racing y speedway, operó entre 1928 y 1972, con una capacidad de 120,000.

## Personas notables
- Leon Greene, cantante de opera y actor.
- Allan Levene, especialista en tecnologías de la información[2]